# Powell megye (Montana)
Powell megye az Amerikai Egyesült Államokban, azon belül Montana államban található. Megyeszékhelye és legnagyobb városa Deer Lodge. Lakosainak száma 6946 fő (2020. április 1.). Powell megye Flathead, Deer Lodge, Lewis and Clark, Granite, Missoula és Jefferson megyékkel határos.

## Népesség
A megye népességének változása:
| Lakosok száma | 7017 | 7075 | 7082 | 6993 | 6840 | 6946 |
|               | 2010 | 2011 | 2012 | 2013 | 2015 | 2020 |